# Cleòpatra d'Armènia
Cleòpatra d'Armènia o del Pont va ser reina d'Armènia. Era filla de Mitridates VI Eupator del Pont i es va casar amb Tigranes II d'Armènia. Se la considera una dona d'un gran esperit però no es coneix res de la seva vida.